# Кюстенджа
 Тази статия е за Кюстенджа.  За града Констанц в Германия вижте Констанц.  
Кюстѐнджа (на румънски: Constanța, Констанца; на турски: Köstence, Кьостендже) или Конста̀нца е град в Северна Добруджа, административен център на окръг Кюстенджа, най-големият град в Добруджа и най-голямото румънско пристанище. Населението му е около 283 872 души към 2011 г., с което е на пето място по големина в страната.

## География
Разположен е на площ 124,89 km² в югоизточната част на страната, заобиколен от Добруджанското плато и Черно море. Плажната ивица на града е с дължина 13 km, а кварталът Мамая е най-големият и най-модерен румънски морски курорт, възползващ се и от минералните извори в района. Климатът е влажен умереноконтинентален, с топло лято, мека зима и равномерно разпределение на валежите през годината.

### Кюстендженска метрополия
Метрополия Кюстенджа е създадена през 2007 г. и включва община Кюстенджа, градовете Нъводари, Овидиу, Ефорие, Мурфатлар, Текиргьол и осемте кметства: Михаил Когълничану, Кумпена, Валу луй Траян, Лумина, Тузла, Аджиджа, Корбу и Поарта Алба. Тя е с население от 425 916 души към 2011 г. и заема зона, съставляваща 63% от окръг Кюстенджа.
| Кюстенджа                                                      | Кюстенджа | Кюстенджа | Кюстенджа | Кюстенджа | Кюстенджа | Кюстенджа | Кюстенджа | Кюстенджа | Кюстенджа | Кюстенджа | Кюстенджа | Кюстенджа | Кюстенджа |
| Месеци                                                         | яну.      | фев.      | март      | апр.      | май       | юни       | юли       | авг.      | сеп.      | окт.      | ное.      | дек.      | Годишно   |
| Абсолютни максимални температури (°C)                          | 18,3      | 24,5      | 30,8      | 31,9      | 36,9      | 36,9      | 38,5      | 36,8      | 34,8      | 31,0      | 26,5      | 21,0      | 38,5      |
| Средни максимални температури (°C)                             | 3,7       | 4,9       | 8,1       | 13,8      | 19,3      | 23,8      | 25,9      | 25,8      | 22,4      | 17,0      | 11,6      | 6,4       | 15,2      |
| Средни температури (°C)                                        | 0,5       | 1,6       | 4,6       | 9,9       | 15,5      | 20,0      | 22,0      | 21,8      | 18,3      | 13,1      | 8,0       | 3,2       | 11,5      |
| Средни минимални температури (°C)                              | −2,3      | −1        | 2,1       | 6,9       | 12,1      | 16,2      | 18,0      | 17,9      | 14,6      | 9,8       | 5,0       | 0,5       | 8,3       |
| Абсолютни минимални температури (°C)                           | −24,7     | −25       | −12,8     | −4,5      | 1,8       | 6,4       | 7,6       | 8,0       | 1,0       | −12,4     | −11,7     | −18,6     | −25       |
| Средни месечни валежи (mm)                                     | 30        | 29        | 26        | 30        | 38        | 40        | 30        | 33        | 29        | 31        | 42        | 38        | 396       |
| -------------------------------------------------------------- | --------- | --------- | --------- | --------- | --------- | --------- | --------- | --------- | --------- | --------- | --------- | --------- | --------- |
| Източник: weather.gov.hk, (екстремуми 1901 – 2000) NOAA (сняг) |           |           |           |           |           |           |           |           |           |           |           |           |           |

## История
Кюстенджа се смята за най-стария непрекъснато обитаван град в днешна Румъния. Той е основан в началото на VI век пр.н.е. при Великата гръцка колонизация от заселници от малоазиатския град Милет и първоначално носи името Томи. Селището придобива статут на полис едва през IV век пр.н.е. Пристанището е използвано от гърците за търговия с местното население – гети, скити и келти, което води до разцвет на Томи през III век пр.н.е. Дълго време доминиран от Одриското царство, през 29 година пр.н.е. градът е завладян от римляните. Тук прекарва в изгнание последните осем години от живота си известният римски поет Овидий, описващ града като разорено от войните и културно изостанало селище на края на империята. Томи става важен християнски център, като разпространението на православието в региона се приписва на свети апостол Андрей.
Първоначално част от римската провинция Мизия, след реформите на Диоклециан Томи става център на провинция Малка Скития. Малко по-късно градът получава името Констанция, дадено му от император Константин I Велики в чест на неговата полусестра Констанция. В края на VI век градът е обсаждан от аварите, а след това става част от Първата и Втората българска държава. През XIV век Констанца е в границите на Добруджанското деспотство, а около 1419 година е присъединен към Османската империя.
По време на Кримската война, през пролетта на 1854 година в Кюстенджа е извършено клане от башибозуци над местни жители. Две оцелели български момчета са спасени от британски кораб и по искане на кралица Виктория отведени в Англия.
След края на войната на около 25 мили от Кюстенджа е основан нов град с име „Меджидие“, в който са заселени татари от Русия. За няколко седмици в Кюстенджа пристигат около 18 000 татари, от където са закарани с влак до Черна вода и оттам разпределени в различни райони. Местната търговия в Кюстенджа бързо минава в техни ръце.
През 1860 година е изградена железопътна линия, свързваща Кюстенджа с град Черна вода на река Дунав. В строежа ѝ участват английски работници.
Още с учредяването на Българската екзархия през 1870 година градът е част от нея. След Руско-турската война от 1877 – 1878 година Кюстенджа, заедно с цяла Северна Добруджа, става част от Румъния. Градът се превръща в главно морско пристанище на страната и основен транзитен пункт за румънския износ. В 1889 година е построена внушителна българска църква (на днешната Strada Razoarelor при Strada Izvor) до българското училище (Şonţu Gheorghe Maior 7). След изграждането на моста при Черна вода през 1895 година Кюстенджа се свързва с румънската железопътна мрежа, по същото време се открива редовна линия до Цариград.

През следващите години румънските правителства взимат сериозни мерки за колонизация на региона, заселвайки го с румънци от всички краища на страната, за да изменят съотношението в етническия състав на населението, което дотогава е съставено в преобладаващата си част от българи, турци и татари.  Според Географския речник на Ж. Чанков през 1879 година Кюстенджа има около 5000 жители, като румънци няма. Към 1918 година населението на града наброява над 25 000 души, от които една трета румънци, а останалите са българи, турци, евреи, гърци и други. Чанков описва Кюстенджа като богат и многолюден град, с голямо политическо и стопанско значение. По време на Първата световна война градът се дели на стара и нова част. 
| „ | Новата част на града е модерна – широки улици, с хубави хотели и магазини, паркове и булеварди, но старата част има ориенталски тип. | “ |

При избухването на Балканската война в 1912 година 3 души от Кюстенджа са доброволци в Македоно-одринското опълчение. През Първата световна война, на 22 октомври 1916 година, Кюстенджа е завзета от български, германски и османски войски. Съгласно нератифицирания от Румъния Букурещки договор от 1918 година градът остава в частта от Добруджа, поставена под съвместен контрол на Централните сили, но след капитулацията на България през септември 1918 година Румъния си връща контрола над областта.
През междувоенния период Кюстенджа продължава да се разраства като търговски център и през 1930-те години над половината от румънския износ преминава през неговото пристанище. Крайовската спогодба от 1940 година, с която Румъния отстъпва на България Южна Добруджа, предвижда и обмен на население, като част от българите от Кюстенджа се преселват в България. По време на Втората световна война Кюстенджа и най-вече нейното пристанище е тежко засегнато от масивни англо-американски бомбардировки.

## Население
В метрополиса на Кюстенджа живеят 387 593 души.
| Етнос   | 1853         | 1896         | 1912           | 2002            | 2011             |
| ------- | ------------ | ------------ | -------------- | --------------- | ---------------- |
| Всичко  | 5204         | 10 419       | 27 201         | 310 471         | 283 872          |
| Румънци | 279 (5,4%)   | 2519 (24,1%) | 15 663 (57,6%) | 286 332 (92,2%) | 235 925 (83,11%) |
| Татари  | 1853 (35,6%) | 2202 (21,1%) | 277 (1%)       | 8724 (2,8%)     | 7367 (2,6%)      |
| Турци   | 104 (2,0%)   | 2202 (21,1%) | 2451 (9%)      | 9018 (2,9%)     | 6525 (2,3%)      |
| Гърци   | 1542 (29,6%) | 2460 (23,6%) | 3170 (11,6%)   | 546 (0,17%)     | 231 (0,08%)      |
| Българи | 342 (6,5%)   | 1060 (10,1%) | 940 (3,4%)     | 48 (0,01%)      | 18 (0,01%)       |
| Евреи   | 344 (6,6%)   | 855 (8,2%)   | 1266 (4,6%)    | 44 (0,01%)      | 31 (0,01%)       |
| Цигани  | 127 (2,5%)   | -            | -              | 2962 (0,97%)    | 2225 (0,78%)     |

## Икономика
Кюстенджа е важен пристанищен град, както и популярна туристическа дестинация.
В града се намира пристанище Кюстенджа, най-голямото в страната на Черно море със своите 3182 ha (суша и акватория). Летището на града е в близкото селище Българи, с днешно име Михаил Когълничану.

## Спорт
- HCM Constanţa (хандбал)
- Фарул Констанца (футбол)
- VCM Constanta (волейбол)

## Известни личности
Родени в Кюстенджа
- Александър Огнянов (1884 – 1953), български политик
- Александър Стефанов Катров, български военен деец, поручик, загинал през Първата световна война[23][24][25]
- Васил Белев Генов, български комунист, роден в 13 януари 1913 година, в СССР от 1934 година, арестуван в 1936 година, загинал в 1938 година, посмъртно реабилитиран с постановление на Военния трибунал на Уралския военен окръг, 15 април 1958 година[26]
- Георги Марков (1878 – ?), македоно-одрински опълченец, 2 рота на 7 кумановска дружина, носител на орден „За храброст“ IV степен[27]
- Иван Пенаков (1883 – 1971), български общественик
- Йосиф Хаджистоянов (1880 – ?), български строителен инженер и архитект
- Коста Списаревски (1882 – 1953), български дипломат
- Ненчо Вълчев (1864 – ?), македоно-одрински опълченец, Нестроева рота на 10 прилепска дружина[28]
- Николай Николаев (1893 – ?), македоно-одрински опълченец, Костурска съединена чета, четата на Борис Илиев[29]
- Петър Огнянов (1845 – 1933), български общественик
- Сава Огнянов (1876 – 1933), български актьор
- Стоян Милошев (1881 – след 1943), български банкер[30]
- Желязко Райнов, автор на румънско-български и българско-румънски речници и изследвания (БАН)(? – София, 90-те год.20 век)
- Андреа Баника (р. 1978), румънска певица
- Елена Бъсеску (р. 1980), румънски политик
- Симона Халеп (р. 1991), румънска тенисистка
- Дориан Попа (р.1988), румънски певец
- Александра Стан (р.1989), румънска певица
- Себастиан Стан (р.1982), американски актьор, най-известен с ролята си на Бъки Барнс във филмите на Марвел.

Починали в Кюстенджа
- Николае Караиску (1911 – 1969), поет
- Николае Каратана (1914 – 1992), поет
- Овидий (43 пр.н.е. – 17), поет

Други
 Владимир Григоров Радев (Тулча, 60-те години на 19 в. – Загреб, среда на 20 в.) – кмет на Кюстенджа (1916 – 1917)

## Други
На Кюстенджа е наречена улица в квартал „Лагера“ в София (Карта).